# Kanjhawala
Kanjhawala is een census town in het district Noordwest-Delhi van het Indiase unieterritorium Delhi.

## Demografie
Volgens de Indiase volkstelling van 2001 wonen er 8700 mensen in Kanjhawala, waarvan 54% mannelijk en 46% vrouwelijk is. De plaats heeft een alfabetiseringsgraad van 66%.